# Comisia de comerț internațional
Comisia de comerț internațional (INTA) este una dintre cele 20 comisiile permanente din Parlamentul European. Se ocupă cu legăturii de comerț ale Uniunea Europeana cu alte tări.
Responsibilitatea comisiei s-a extins după ce a intrat în vigoare Tratatul de la Lisabona în 2009. După 2009, parlamentul european și-a dat drept a aproba sau a respinge fiecare acord care a tratat Comisia Europeană din partea Uniunei.
Reprezentanții români a comisiei în perioadă 2009-2014 sunt George Becali (membru), George Sabin Cutaș (membru) și Iuliu Winkler (membru). România nu are supleanți în comisie în perioadă 2009-2014.